# Битка при Исандлуана
Битката при Исандлуана на 22 януари 1879 г. е първото голямо сражение от Англо-зулуската война между Британската империя и Зулуското кралство.
След империалистичния план, с който лорд Карнарвън успешно създава федерация в Канада, се смята, че подобен план може да проработи и в Южна Африка. През 1874 г. сър Бартъл Фрер е изпратен в Южна Африка като върховен комисар, за да проучи плана. Една от пречките пред него е съществуването на независимите държави - бурската Южноафриканска република и Зулуското кралство. На 11 декември 1878 г. сър Бартъл Фрер по своя собствена инициатива и без одобрението на британското правителство и с намерение да предизвика война със зулусите отправя ултиматум към зулуския крал Кечуайо, който кралят не може да приеме. Кралят отхвърля ултиматума, при което Фрер изпраща главнокомандващия лорд Челмсфорд да нахлуе в Зулуланд.
Единадесет дни след като британците започват своето настъпление, армия от 20 000 зулуси, въоръжена главно с железни копия и кожени щитове се изправя срещу част от основната британска колона, състояща се от британци и туземци, около 1200-2000 души, въоръжени с модерните тогава пушки Мартини-Хенри и артилерия. Въпреки огромната разлика във въоръжението, превъзхождащите числено зулуси смазват небрежно разгърнатите британци, убивайки около 1300 от тях, включително всички от огневата линия. Зулусите губят около 1000 убити. Битката е непосредствено последвана от сражение при Роркс Дрифт, спечелено от британците.
При Исандлуана британците претърпяват най-тежкото си поражение от туземен враг. Битката е решителна тактическа победа за зулусите и първоначално води до стратегическо рухване на британското нашествие. В крайна сметка обаче войната завършва с голям стратегически провал на зулусите, тъй като поражението при Исандлуана подтиква британците към много по-агресивен подход към войната, което не позволява на крал Клечуайо да постигне договорен мир.